# Pridoroschnoje (Kaliningrad, Tschernjachowsk)
Pridoroschnoje (russisch Придорожное, deutsch Seßlacken, litauisch Žaslys) ist ein Ort in der russischen Oblast Kaliningrad. Er gehört zur kommunalen Selbstverwaltungseinheit Stadtkreis Tschernjachowsk im Rajon Tschernjachowsk.

## Geographische Lage
Pridoroschnoje liegt 18 Kilometer nordöstlich der Stadt Tschernjachowsk (Insterburg) an der Kommunalstraße 27K-175 von Tschernjachowsk nach Uljanowo (Kraupischken/Breitenstein). Die nächste Bahnstation war Kaluschskoje (Grünheide) an der Bahnstrecke Tschernjachowsk–Sowetsk (Insterburg–Tilsit) bis zu deren Einstellung im Jahr 2009.

## Geschichte
Das seinerzeit Saszlauken genannte Dorf wurde im Jahre 1492 gegründet. Am 11. März 1874 wurden das Dorf und das Gut Seßlacken in den neu errichteten Amtsbezirk gleichen Namens eingegliedert, der bis 1945 zum Kreis Insterburg im  Regierungsbezirk Gumbinnen der preußischen Provinz Ostpreußen gehörte.
Im Jahre 1910 lebten im Dorf 239 und im Gutsbezirk 149 Menschen. In die Landgemeinde Seßlacken war der Ortsteil Burchardsbrück eingemeindet, am 30. September 1928 kamen der Gutsbezirk Seßlacken sowie der Nachbarort Pesseln (1938–1946: Schulzenhöh) dazu. Die Einwohnerzahl betrug im Jahre 1933 insgesamt 359 und belief sich im Jahre 1939 auf 374.
In Kriegsfolge kam Seßlacken 1945 mit dem nördlichen Ostpreußen zur Sowjetunion. 1947 erhielt der Ort die russische Bezeichnung „Pridoroschnoje“ und wurde gleichzeitig dem Dorfsowjet Kaluschski selski Sowet im Rajon Tschernjachowsk zugeordnet. Von 2008 bis 2015 gehörte Pridoroschnoje zur Landgemeinde Kaluschskoje selskoje posselenije und seither zum Stadtkreis Tschernjachowsk.

### Amtsbezirk Seßlacken (1874–1945)
Zum Amtsbezirk Seßlacken gehörten bei seiner Errichtung sechs Landgemeinden (LG) und zwei Gutsbezirke (GB):
| Name                    | Namensänderung (1938–1946) | Russischer Name    | Bemerkungen                                |
| ----------------------- | -------------------------- | ------------------ | ------------------------------------------ |
| Burchardsbrück (GB)     |                            |                    | vor 1908 in die LG Seßlacken eingegliedert |
| Gaidszen/Gaidschen (LG) | Wiesenblick                | Tschernyschewskoje |                                            |
| Kneiffen (LG)           |                            |                    |                                            |
| Perkunischken (LG)      | Perkunsfelde               | Drosdowka          | vor 1908 in die LG Grünheide eingegliedert |
| Seßlacken (GB)          |                            |                    | 1928 in die LG Seßlacken eingegliedert     |
| Seßlacken (LG)          |                            | Pridoroschnoje     |                                            |
| Skerdienen (LG)         | Scherden                   |                    |                                            |
| Stanken (LG)            |                            | Rumjanzewo         |                                            |

Aufgrund der Umstrukturierungen gehörten am 1. Januar 1945 nur noch die fünf Gemeinden Kneiffen, Scherden, Seßlacken, Stanken und Wiesenblick zum Amtsbezirk Seßlacken.

## Kirche
Die vor 1945 überwiegend evangelische Bevölkerung Seßlackens war in das Kirchspiel der Grünheide (heute russisch: Kaluschskoje) eingepfarrt. Dieses gehörte zum Kirchenkreis Insterburg in der Kirchenprovinz Ostpreußen der Kirche der Altpreußischen Union. Heute liegt Pridoroschnoje im Einzugsbereich der in den 1990er Jahren neu entstandenen evangelisch-lutherischen Gemeinde in Schtschegly (Saugwethen, 1938–1946 Saugehnen), die in die Kirchenregion Tschernjachowsk (Insterburg) in der Propstei Kaliningrad der Evangelisch-lutherischen Kirche Europäisches Russland eingebunden ist.